# عيسى بن علي بن حمد آل خليفة
عيسى بن علي بن حمد آل خليفة (توفي في 14 نوفمبر 2015 في الرفاع الغربي، البحرين) سياسي بحريني من العائلة الحاكمة آل خليفة.

## السيرة المهنية
في العام 1962 تولى مسئوليات إدارة العمل (وزارة العمل والتنمية الاجتماعية حاليا). في العام 1970 تم تعيينه مديرا لإدارة الهجرة والجوازات خلفا لمحمد بن خليفة آل خليفة الذي تم تعيينه نائب لقومندان الشرطة. في العام 1982 تم تعيينه رئيس لديوان الموظفين (ديوان الخدمة المدنية حاليا) بدرجة وكيل وزارة. في مايو العام 1987 صدر مرسوم أميري بتعيينه رئيس لديوان الموظفين بدرجة وزير. أثناء توليه رئاسة ديوان الموظفين تم إدخال العديد من القوانين والأنظمة التي أدت إلى إصلاح إداري والأداء العام لموظفي القطاع العام كما تم خلق قيادات بحرينية تولت إدارة المؤسسات الحكومية الوطنية وتمت زيادة فعالية البرامج والدورات التدريبية لموظفي القطاع الحكومي. في ديسمبر 1989 تم انتخابه رئيسا لمجلس إدارة شركة الخليج لصناعة البتروكيماويات (جيبك). في العام 1993 تم تعيينه وزير للعمل والشئون الاجتماعية. في يونيو 1995 تم تعيينه وزير للنفط والصناعة. في يوليو 1995 عين رئيس لمجلس إدارة شركة نفط البحرين (بابكو). ترأس مجلس إدارة شركة ألومنيوم البحرين (ألبا). في سبتمبر 2005 قدم استقالته من وزارة النفط والصناعة ليتم تعيينه بعدها مستشار لرئيس مجلس الوزراء للشئون الصناعية والنفطية.

## جدل
أثناء فترة ترأسه مجلس إدارة شركة ألومنيوم البحرين (ألبا) حدثت فضيحة ألبا-ألكوا. تكشفت خفايا هذه الفضيحة عندما رفعت رفعت شركة ألبا دعوى في عام 2008 في محكمة اتحادية في بيتسبرغ مسقط رأس شركة ألكوا. اتهمت ألبا ألكوا بالتآمر لمدة 15 عام من الشحن الزائد والاحتيال والرشوة. وادعت بأن أكثر من ملياري دولار من مدفوعات شركة ألبا بموجب عقود توريد المواد الخام انتقلت من البحرين إلى شركات صغيرة في سنغافورة وسويسرا وجزيرة غيرنسي وأن بعض الأموال بعد ذلك تم استخدامها لرشوة المسؤولين البحرينيين المشاركين في منح التخفيضات.
بعد ثلاثة أسابيع من رفع ألبا الدعوى أوقفها القاضي بناء على طلب وزارة العدل. قال المدعون إنهم بحاجة إلى وقت للتحقيق فيما إذا كانت ألكوا ومديروها التنفيذيون ووكلائها «قد انخرطوا في سلوك فيما يتعلق بعلاقتهم التجارية مع ألبا في انتهاك مزعوم لقوانين جنائية مختلفة بما في ذلك قانون الممارسات الأجنبية الفاسدة».
وقالت وزارة العدل للمحكمة أن «شكوى ألبا تزعم العديد من الحقائق التي إذا كانت صحيحة يمكن أن تكون ذات صلة بالتحقيق الجنائي للحكومة والمحاكمة الجنائية المحتملة». سمح برفع الدعوى المدنية في أواخر عام 2011. ولا يزال تحقيق وزارة العدل معلق.
تركز تحقيق البحرين الخاص وفقا لتقارير عام 2008 على عيسى بن علي آل خليفة وزير النفط السابق ورئيس مجلس إدارة شركة ألبا وعلى رجل الأعمال الكندي الأردني المولد فيكتور دحدلة الذي عمل كوكيل لشركة ألكوا في البحرين. في العام 2011 ألقي القبض على دحدلة في لندن حيث يعيش واتهم بموجب قانون المملكة المتحدة برشوة مسؤولين في ألبا. وقال مكتب مكافحة الاحتيال الخطير إن المدفوعات المزعومة تمت في الفترة من 2001 إلى 2005 فيما يتعلق بالعقود المبرمة بين ألكوا وألبا لتوريد الألومينا المشحونة إلى البحرين من أستراليا. في وقت سابق من هذا العام اتهم بروس آلان هول وهو أسترالي شغل منصب الرئيس التنفيذي لشركة ألبا في لندن بتلقي رشاوى. تم تسليم هول من أستراليا بعد اعتقاله هناك في أكتوبر 2010.
وحاول محامي الدفاع نيكولاس بورنيل إقناع المحكمة بأن الأموال التي دفعها دحدلة كانت في إطار عرف وممارسات متعارف عليها في البحرين وحظيت بموافقة رئيس وزراء البحرين آنذاك خليفة بن سلمان بن حمد آل خليفة. وخلال استجواب لشاهد أطلع بورنيل المحكمة على خطابات عديدة يرجع تاريخها إلى مطلع 2003 وتتضمن حصول رئيس مجلس إدارة ألبا حينئذ عيسى بن علي آل خليفة على موافقة رئيس الوزراء على قرارات أعمال مهمة. وأبلغ بورنيل المحكمة أن عيسى متزوج من أخت رئيس الوزراء وتربط بين الرجلين علاقة وثيقة. ومن بين القضايا التي نوقشت في الخطابات اتفاقية تعاون استراتيجي مقترحة مع ألكوا الأمريكية العملاقة للمعادن. ونفى عيسى المتلقي الرئيسي للرشا المزعومة في بيان أصدره محاميه ارتكاب أي مخالفات. وامتنعت ألكوا عن التعليق على القضية خلال المحاكمة. وتتعاون ألبا الآن في ظل إدارة جديدة مع المكتب البريطاني لعمليات الاحتيال الخطرة. وقال الشاهد الذي استمعت إليه المحكمة اليوم وهو مطلق المريشد عضو مجلس إدارة ألبا أن عيسى لم يبلغ المجلس مطلقا بأن رئيس الوزراء يلعب دورا في شؤون الشركة. وأضاف أنه لا يعلم شئيا عن أموال دفعها دحدلة لعيسى وإنه سمع عن ذلك بعد سنوات.
في سنة 2012 قالت شركة ألكوا إنها توصلت إلى تسوية مع شركة ألبا لإنهاء دعوى مدنية اتهمت فيها شركة ألكوا برشوة مسؤولي ألبا وفرض رسوم زائدة على توريد مواد أولية. عند الإعلان عن التسوية قالت ألكوا إنها لم تعترف بالمسؤولية لكنها "وافقت على سداد دفعة نقدية لشركة ألبا المملوكة للدولة بقيمة 85 مليون دولار تدفع على قسطين. تم دفع نصف المبلغ حالا عند التسوية والنصف الآخر سيتم دفعه بعد عام واحد.

## الحياة الشخصية
متزوج من ابنة عمه نورة بنت سلمان آل خليفة ولديه حمد وسلمان وناهد.

## الوفاة
توفي في 14 نوفمبر 2015. وقد أصدر الديوان الملكي نعيا بشأن وفاته. دفن في اليوم التالي في مقبرة الحنينية.